# Bun (Altos Pirenéus)
Bun é uma comuna francesa na região administrativa de Occitânia, no departamento dos Altos Pirenéus. Estende-se por uma área de 2,8 km², Em 2010 a comuna tinha 156 habitantes (densidade: 55,7 hab./km²)..